# Тыка, Анна
Анна Тыка (пол. Anna Tyka; род. 1974) — польская виолончелистка.
Окончила Варшавскую академию музыки имени Фридерика Шопена (1997). Незадолго до завершения учёбы первенствовала в первом Международном конкурсе виолончелистов имени Витольда Лютославского.
С 2000 г. первая виолончель Симфонического оркестра Санкт-Галлена. Охотно выступает также в разного рода камерных ансамблях: «Инфернальный дуэт» (итал. Duo Infernale) с другой виолончелисткой Мартой Ковальской, Новое трио Кубелика и др.
В 2008 г. вышла замуж за швейцарского виолончелиста Беньямина Ниффенеггера.